# Buková
Buková é um município da Eslováquia, situado no distrito de Trnava, na região de Trnava. Tem 24,29 km² de área e sua população em 2019 foi estimada em 655 habitantes.

## Demografia
| Ano:        | 1994 | 2004   | 2014   | 2024   |
| ----------- | ---- | ------ | ------ | ------ |
| Broj ljudi: | 708  | 664    | 662    | 667    |
| Razlika:    |      | -6,21% | -0,30% | +0,75% |

| Ano:               | 2023 | 2024   |
| ------------------ | ---- | ------ |
| Número de pessoas: | 670  | 667    |
| Diferença:         |      | -0,44% |